# Phlugiolopsis yaeyamensis
Phlugiolopsis yaeyamensis är en insektsart som beskrevs av Yamasaki 1986. Phlugiolopsis yaeyamensis ingår i släktet Phlugiolopsis och familjen vårtbitare. Inga underarter finns listade i Catalogue of Life.